# Antonio Galli (orologiaio)
Antonio Galli (San Marcello, 22 settembre 1822 – Montecarotto, 30 aprile 1893) è stato un artigiano e orologiaio italiano, noto per l'abilità e la fama raggiunti nella costruzione di orologi da torre.

## Biografia
È attestata la sua presenza a Montecarotto a partire dal 1845 dove vivrà e dove era anche ubicato il suo laboratorio.
Operò con la sua azienda principalmente nelle Marche e nelle regioni confinanti dell'Italia centrale dove tuttora alcuni dei suoi orologi sono funzionanti in torri campanarie e torri civiche o esposti in musei civici.
Insieme con Pietro Mei e Edoardo Marconi fu tra gli esponenti di spicco della tradizione orologiaia montecarottese. Verso la metà dell'Ottocento inizia la collaborazione ufficiale di Galli con Pietro Mei che era stato allievo di Antonio Podrini da Sant'Angelo in Vado. Il Galli dovrebbe aver continuato la sua attività, costruendo i suoi particolari meccanismi fino a fine Ottocento.

## Opere
(elenco parziale)
- Orologio pubblico della torre civica di Mondolfo costruito nel 1858 da Pietro Mei e Antonio Galli, autenticato dalla punzonatura originale come loro opera numero 47. La macchina venne poi restaurata e modificata nel 1926 da Edoardo Marconi, continuatore ed erede della loro scuola, come attesta la punzonatura su un particolare della macchina oraria posta sotto quella dei primi due costruttori. Il meccanismo non è più posizionato nella sua sede originaria è stato restaurato nel 2010 con il patrocinio dell'Archeoclub d'Italia sezione di Mondolfo, è funzionante a scopo dimostrativo e si trova in esposizione presso il locale museo civico nel Complesso monumentale Sant'Agostino.[1][2][3][4]
- Orologio del Duomo di Fermo. Il meccanismo, con dimensioni 173 × 68 cm, è di tipo orizzontale con tre treni paralleli: quello del tempo al centro, quello della suoneria di ore e quarti a sinistra e il treno della suoneria ausiliaria a destra. La macchina poggia ancora oggi sull'originale basamento di quercia, ed è costruita con acciai trattati termicamente, torniti e fresati; è evidente in molte parti meccaniche una lavorazione quasi completamente fatta a mano con lime. Come confermato dall'elegante punzonatura sulla una delle ruote, l'impianto è stato costruito nel 1872. Il meccanismo è stato oggetto di un profondo restauro, che ha comportato la ricostruzione di parti mancanti, che lo ha reso di nuovo funzionante a scopo dimostrativo. L'orologio è oggi in esposizione all'interno della Cattedrale di Fermo.[5]
- Orologio collocato nel campanile della pieve di San Giovanni Battista di Appignano del Tronto. Il 17 novembre 1867 il consiglio comunale appignanese votò l'acquisto del nuovo orologio, in quanto “il vecchio si era reso inservibile e se ne voleva uno fondato sul sistema astronomico meglio corrispondente al progresso del tempo e all'incivilimento delle popolazioni”. Dopo un primo contatto “col valente artista signor Ludovico Cicconi di Ancarano del Tronto”, il 2 maggio 1880 il consiglio comunale deliberò l'acquisto di un “orologio con soneria d'ore e quarti e con meridiana nel mezzodì e mezzanotte e nell'aurora”, offerto da Antonio Galli di Monte Carotto al prezzo di milleduecentocinquanta lire, comprensivo della spesa di trasporto fino alla stazione di San Benedetto del Tronto.[6] L'orologio fu sottoposto a due operazioni di restauro: nel gennaio del 1923, e sette anni più tardi. Un'ulteriore revisione generale fu effettuata, invece, negli anni Cinquanta.[7]
- L'orologio pubblico di Serrapetrona installato nel campanile della chiesa di Santa Maria di Piazza alla fine del mese di dicembre del 1861. Sulla ruota dentata di scappamento  sono incisi i dati fondamentali: “1861 – P. MEI E A. GALLI SOCI M. CAROTTO – N. 55” ovvero: data di costruzione del meccanismo nell'anno 1861; dati dei costruttori: Pietro Mei di Montecarotto e Antonio Galli di Montecarotto; luogo di fabbricazione: montecarotto; numero di matricola: n°55 ovvero i due maestri artigiani a quella data avevano costruito precedentemente altri 54 orologi. Il meccanismo non è più posizionato nella sua sede originale, è stato restaurato dal comune di Serrapetrona e dalla fondazione olandese di Orologeria Monumentale Stichting tot Behoud van het Torenuurwerk nel 2007, è funzionante a scopo dimostrativo e si trova in esposizione presso il comune di Serrapetrona nel museo Vecchio Mulino del Borgo in una stanza intitolata la stanza del tempo a lui dedicata.[8]
- Orologio pubblico di Recanati (attualmente in disuso), posizionato nella torre civica

## Galleria d'immagini
Orologio di Pietro Mei e Antonio Galli della torre civica di Mondolfo

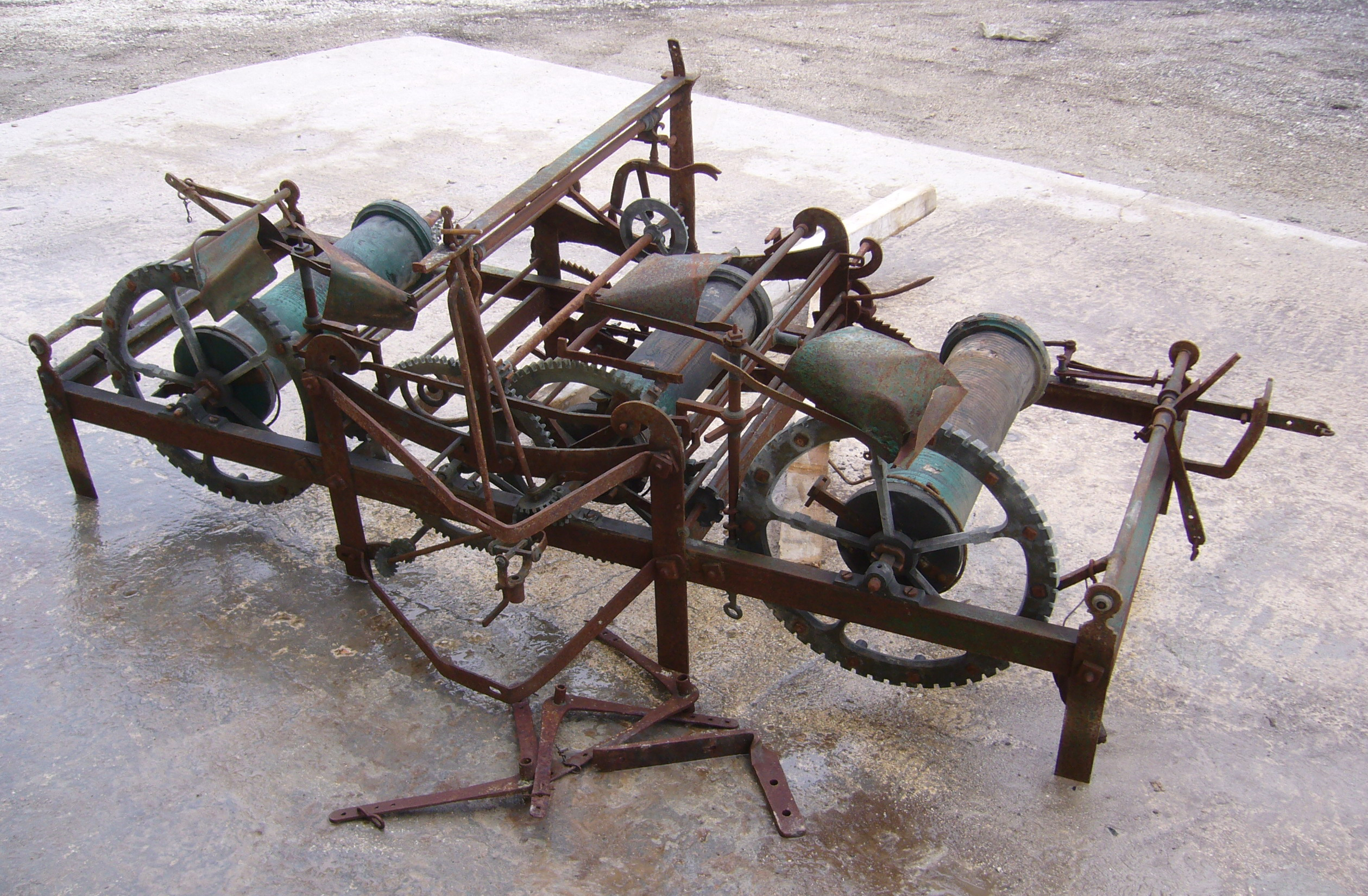
Orologio di Pietro Mei e Antonio Galli della torre civica di Mondolfo prima del restauro del 2010.
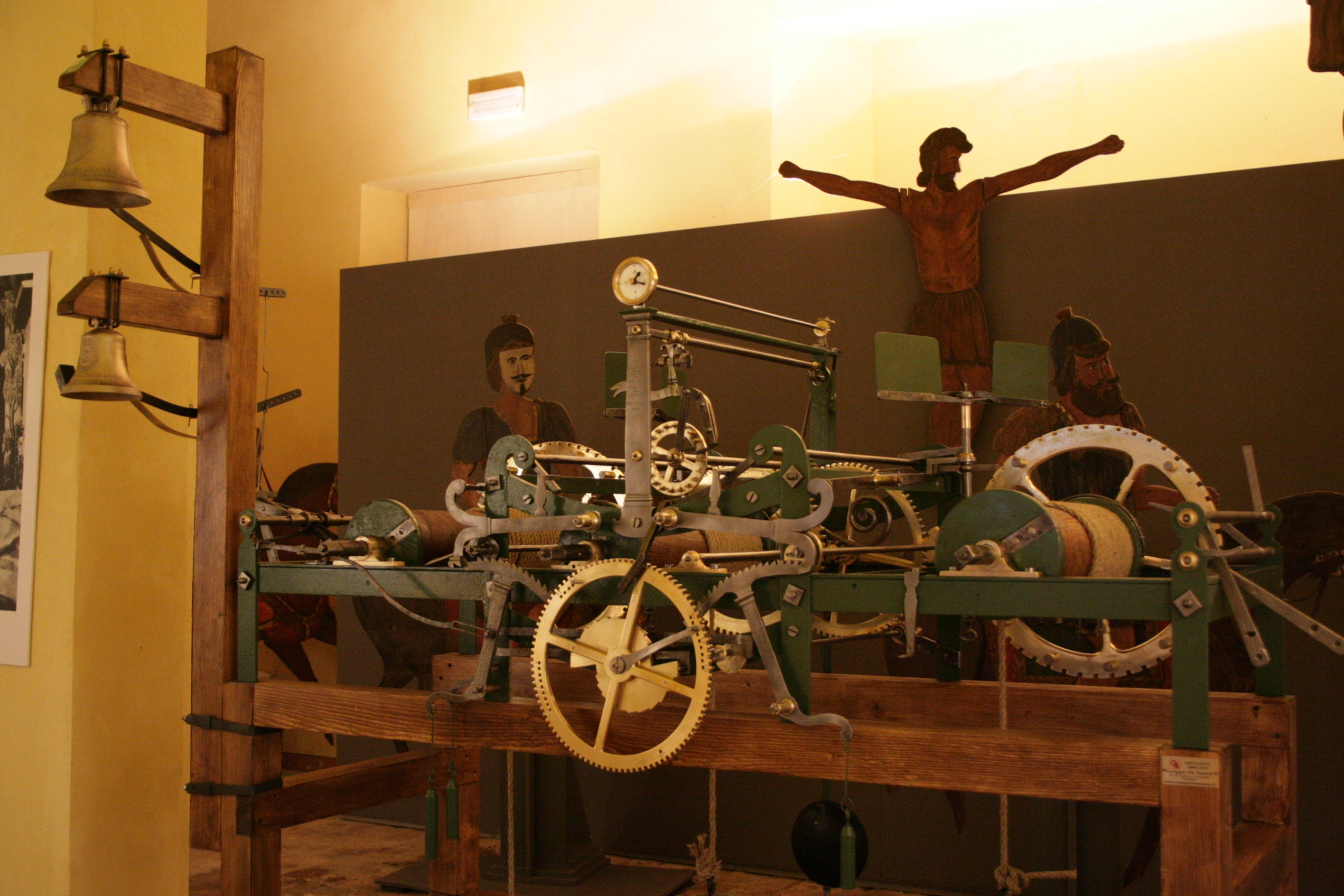
Orologio di Pietro Mei e Antonio Galli della torre civica di Mondolfo dopo il restauro del 2010.

Orologio di Pietro Mei e Antonio Galli della chiesa di Santa Maria di Piazza di Serrapetrona

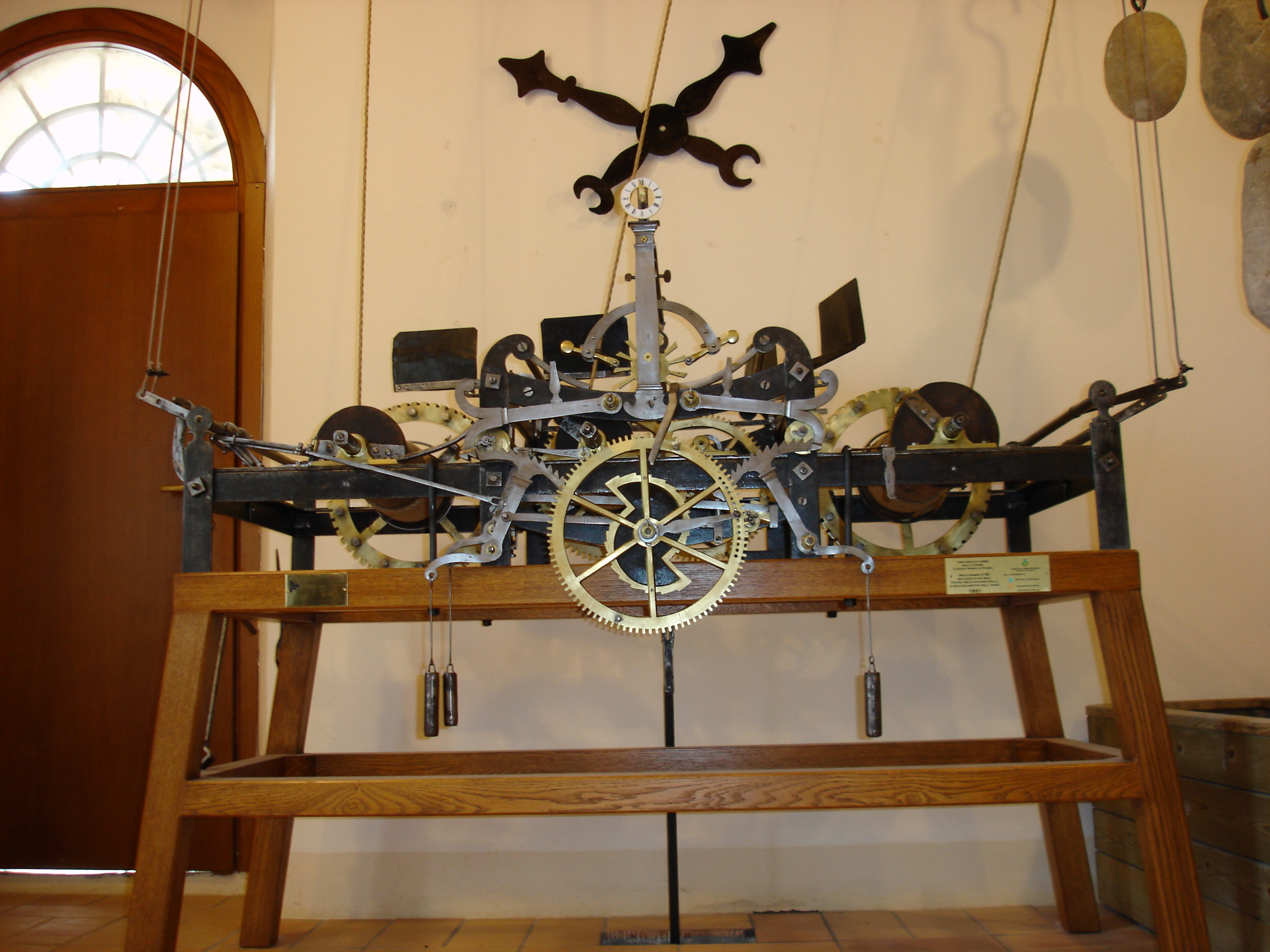
Orologio di Pietro Mei e Antonio Galli a Serrapetrona dopo il restauro.
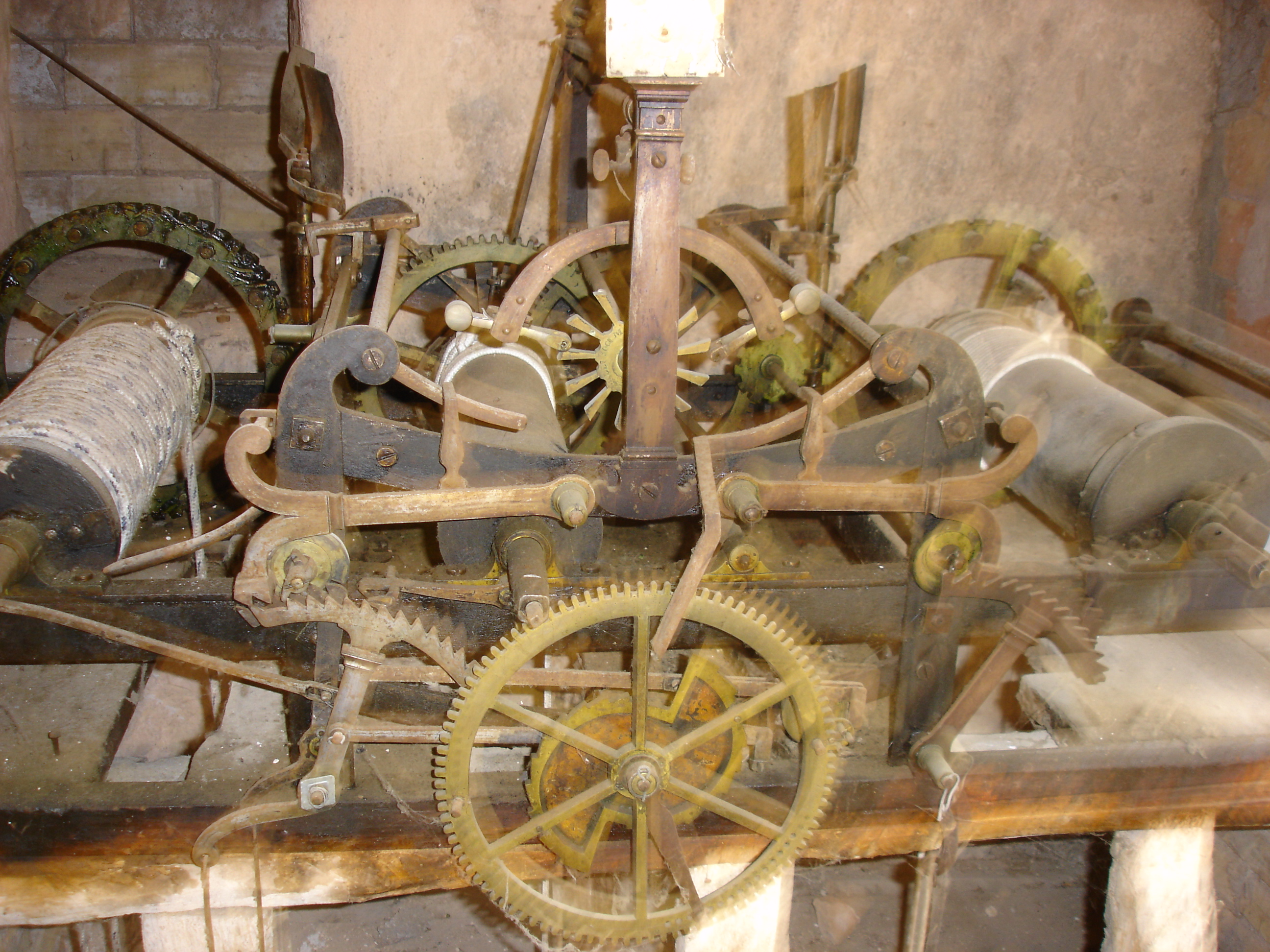
Orologio di Pietro Mei e Antonio Galli a Serrapetrona prima del restauro e nella sua posizione originale nel campanile della chiesa.
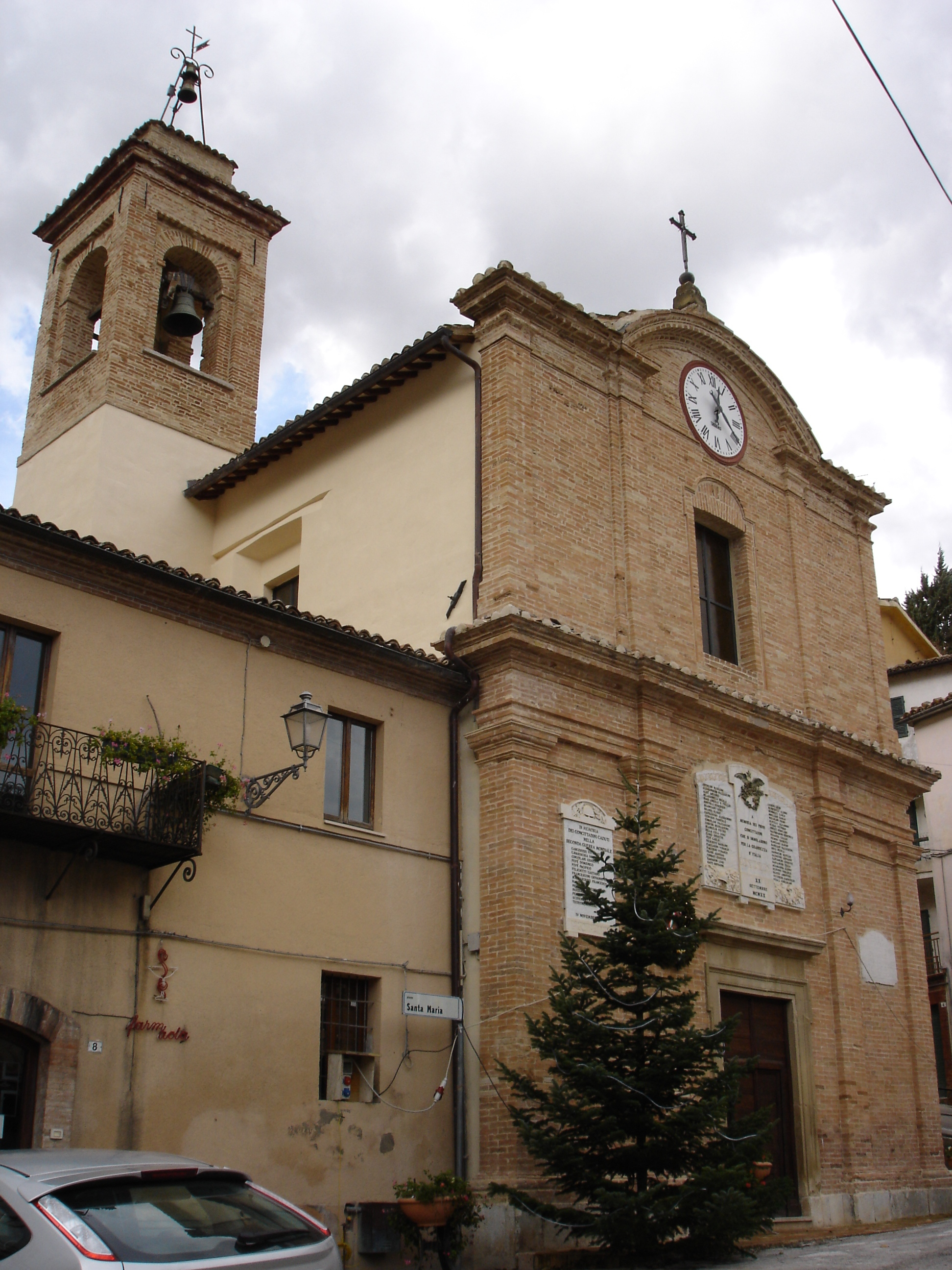
Chiesa di Santa Maria di Piazza di Serrapetrona dove era posizionato originariamente l'orologio. Sono visibili il quadrante sulla facciata principale e le campane dei rintocchi delle ore e dei quarti posizionate sopra il campanile.